# 田村満
田村 満（たむら みつる、1934年8月28日 - ）は、静岡県出身の元プロ野球選手（投手）。

## 経歴
静岡県立富士高等学校から明治大学に進学するが、人間関係が原因で大学を中退。1954年に先輩の勧めで、新球団・高橋ユニオンズの春季キャンプにテスト生として参加し、実力を認められて高橋に入団した。
プロ2試合目の登板となった6月12日の対西鉄ライオンズ戦で8回表にプロ野球記録のイニング7与四球を記録した。この試合を最後に登板機会がないままシーズンを終了。シーズンオフに、球団から来期の契約を結ばない旨の通告を受けるが、投手コーチ・若林忠志の配慮により、2月にテストをするので、春季キャンプには参加するようにとの連絡を受ける。キャンプでは若林から付きっきりで指導を受けるが、契約には至らず、結局在籍1年で高橋を退団した。
のち、大昭和製紙硬式野球部に入団するが2年で退団。その後は、故郷の富士市に帰り、桜井輝夫とザ・ドリフターズ加入前のいかりや長介らとバンドを組みサイドギターを担当していた。しかし、自身の才能に限界を感じたことや結婚を控えていたこともあってバンド活動を退き、日産自動車に就職し定年まで勤め上げた。

## 1イニング7与四球
田村は5月まで二軍でプレーしていたが、一軍監督であった浜崎真二が観戦する川崎球場での試合で登板を延期させられたことがあり、癇癪を起こしてブルペンで無茶な投げ込みを行い、肩に違和感が残るようになっていた。この痛みが6月の一軍での登板で後を引くことになる。
なお、6月に入ってから田村は一軍昇格を聞かされ、「今すぐ遠征先に行け」と指示されるも、このとき田村は誤って自分の背番号41ではなくチームメイトの村田博秀の14のユニホームを持っていってしまい、間違ったユニホームを着て、6月8日の対南海ホークス戦で初登板に望む。この試合では7回裏に三番手として登板し、無安打1四球無失点に抑えた。
2試合目の出場となった、6月12日の対西鉄ライオンズ線では8回表に三番手で登板。しかし、先頭の6番河野昭修にヒットを打たれ、7番日比野武に1つ目の四球を与える。8番仰木彬をショートゴロ、9番高倉照幸をショートフライに打ち取るが、この後からストライクが入らなくなってしまう。1番塚本悦郎、2番豊田泰光、3番中西太に3連続四球を与え押し出し1点。4番大下弘の適時打を挟んで、5番関口清治、6番河野昭修、代打に送られた7番松井清にも再び3連続四球を与えた。
一軍昇格後間もない田村には気安く話せる仲間もおらず、ベテラン主体の野手陣や観客は汗だくで投球する田村に対し激励などはなかった。あまつさえキャッチャーは外国人のサル・レッカでコミュニケーションも十分取れず、孤立無援の状況だった。この状況下で、三塁ランナーであった対戦相手西鉄の大下弘がただ一人「田村、がんばれ！」と激励してくれたという。

## 詳細情報

### 年度別投手成績
| 年 度     | 球 団     | 登 板 | 先 発 | 完 投 | 完 封 | 無 四 球 | 勝 利 | 敗 戦 | セ 丨 ブ | ホ 丨 ル ド | 勝 率 | 打 者 | 投 球 回 | 被 安 打 | 被 本 塁 打 | 与 四 球 | 敬 遠 | 与 死 球 | 奪 三 振 | 暴 投 | ボ 丨 ク | 失 点 | 自 責 点 | 防 御 率 | W H I P |
| --------- | --------- | ----- | ----- | ----- | ----- | -------- | ----- | ----- | -------- | ----------- | ----- | ----- | -------- | -------- | ----------- | -------- | ----- | -------- | -------- | ----- | -------- | ----- | -------- | -------- | ------- |
| 1954      | 高橋      | 2     | 0     | 0     | 0     | 0        | 0     | 0     | --       | --          | ----  | 15    | 1.2      | 2        | 0           | 8        | --    | 0        | 0        | 0     | 0        | 7     | 7        | 37.80    | 6.00    |
| 通算：1年 | 通算：1年 | 2     | 0     | 0     | 0     | 0        | 0     | 0     | --       | --          | ----  | 15    | 1.2      | 2        | 0           | 8        | --    | 0        | 0        | 0     | 0        | 7     | 7        | 37.80    | 6.00    |

### 記録
- 初登板：1954年6月8日、対南海ホークス6回戦（大阪スタヂアム）
- 1イニング最多与四球：7 1954年6月12日、対西鉄ライオンズ戦 ※NPB記録

### 背番号
- 41 （1954年）